# Panleucopenia felina

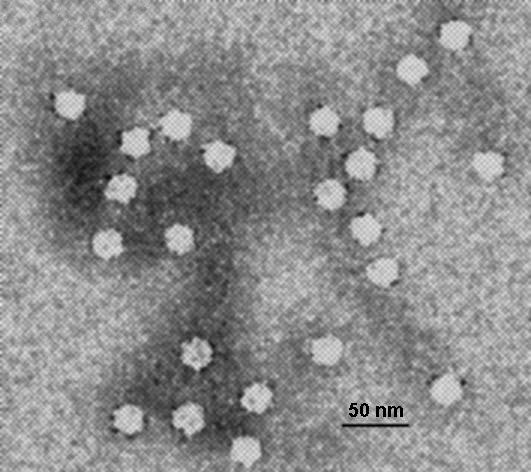
Virioni di parvovirus canino, strettamente correlato alla panleucopenia felina.

La panleucopenia felina (FPV), anche denominata gastroenterite felina o tifo felino è una malattia infettiva virale che colpisce il gatto e specie feline selvatiche. 

## Eziologia
È causata dal parvovirus felino (FPV), patogeno appartenente alla famiglia dei Parvoviridae a DNA monocatenario, privo di envelope, virus citolitico strettamente correlato al parvovirus canino di tipo 2 (CPV2). Questi possiedono un'identità aminoacidica pari al 95%, si differenziano per 8 sostituzioni aminoacidiche a livello della VP2 (proteina capsidica coinvolta in fenomeni immunitari, di virulenza e assorbimento).FPV è un precursore di CPV2; le quattro sostituzioni aminoacidiche avvenute a livello della porzione aminoterminale della VP2, coinvolta nel legame con la cellula ospite a livello di transferrina, hanno portato ad una variazione del tropismo con salto di specie (rendendo il virus in grado di infettare il cane); le altre quattro mutazioni sono avvenute a livello degli epitopi immunodominanti, con la creazione di un altro virus in grado di infettare il cane ma non il gatto (i due virus in minima parte cross-reagiscono). 
Queste mutazioni sono avvenute in carnivori selvatici (volpe, lupo) in maniera costante, portando alla formazione di sequenze FPV-like e CPV2-like. L'incidenza del CPV2 si è ridotta, in quanto sostituito da 3 varianti: 2a, 2b e 2c dalle quali si differenzia per 6 sostituzioni aminoacidiche. Queste invece, si differenziano tra loro per una sostituzione aminoacidica in posizione 426:
2a, asparagina
2b, acido aspartico
2c, acido glutammico
Distinguibili mediante Ac monoclonali, sono in grado di infettare il gatto (a differenza del CPV-2 originale).
FPV, è privo di enzimi di replicazione, (così come CPV2), motivo per cui replica nel nucleo delle cellule infette, sfruttandone gli enzimi di replicazione.

## Epidemiologia
Il virus della panleucopenia felina è principalmente trasmesso attraverso il contatto con fluidi corporei di altri felini, ma anche grazie a vettori quali le pulci. Non è trasmissibile all'uomo. Come tutti i parvovirus, è estremamente resistente nell'ambiente e può sopravvivere anche un anno in un ambiente adatto.

## Patogenesi
L'enterite da parvovirus del gatto - analogamente al cane - è una malattia grave, spesso letale. Il principale bersaglio del virus sono le cellule in attiva replicazione: le cripte epiteliali del tratto gastroenterico ed il midollo osseo.
Le lesioni precoci della malattia comprendono una deplezione linfoide e l'involuzione del timo. Le lesioni gastroenteriche sono generalmente limitate all'intestino tenue, con ulcerazione, necrosi ed esfoliazione. Ne consegue una diarrea profusa e solitamente emorragica, con grave disidratazione, malnutrizione, anemia, e spesso morte. L'infiltrato infiammatorio cronico è presente nella lamina propria della mucosa intestinale. Gran parte dei decessi da panleucopenia felina sono causati da una concomitanza di infezioni batteriche secondarie con endotossiemia.
L'infezione intrauterina provoca ipoplasia cerebellare nei gattini.

## Clinica
I sintomi primari sono: vomito, febbre, anoressia, disidratazione, congestione e secchezza mucosa orale e faringea, dolore addominale, ingrossamento linfonodale, per poi seguitare con la leucopenia e la diarrea, portando rapidamente alla morte nella maggioranza dei casi. Se la patologia colpisce una femmina gravida si possono, in alcuni casi, avere dei danni cerebrali al feto o anche l'aborto.

## Prevenzione
Esiste un vaccino per la prevenzione dell'infezione, che ha tuttavia dimostrato un'efficacia limitata nei cuccioli e non deve essere dato a una gatta gravida perché può dare problemi al feto.

## Usi in ecologia
Il virus della panleucopenia felina, a causa della sua specificità, morbosità e letalità è stato ed è talvolta impiegato per le operazioni di eradicazione felina dalle isole. In questi ambienti ecologici unici, sovente ricchi di endemismi e specie introvabili altrove, i gatti sono oramai da tempo riconosciuti come una delle principali cause d'estinzione delle specie autoctone, nonché come principale minaccia alla biodiversità e all'equilibrio biosistemico. 
Un esempio riuscito di tale approccio eradicativo è quello delle isole del principe Edoardo. Il virus, in soli cinque anni, ha ridotto a circa un sesto la popolazione felina alloctona. I restanti animali sono stati abbattuti dagli ecologi, nel corso dei successivi dieci anni, mediante battute di caccia notturne fino al 1991 quando, almeno parzialmente, l'equilibrio naturale dell'isola fu ripristinato e la popolazione di gatti fu dichiarata ufficialmente azzerata.